# ホワイト・ヘルメット (シリア内戦)
ホワイト・ヘルメット(White Helmets)(アラビア語: الخوذ البيضاء ,القبعات البيضاء al-Ḫawdh al-bayḍāʾ / al-Qubaʿāt al-Bayḍāʾ)、正式名「シリア民間防衛隊」(Syria Civil Defence、SCD) (アラビア語: الدفاع المدني السوري ad-Difāʿ al-Madanī as-Sūrī)は、シリアの反体制派支配地域とトルコで活動するボランティア組織。シリアでの彼らの活動の大半は爆撃に応じた都市型捜索救助、医療救助、危険地帯からの民間人の避難、必要不可欠のサービス提供で構成されている。組織の創設以降159人のホワイトヘルメットが殺害されている。ホワイトヘルメッツとも呼ばれる。

## 歴史
後にシリア民間防衛隊となる救助隊はシリア内戦が激化した2012年後半に現れた。政府の支配下で無くなった地域は政府軍による持続的な攻撃に晒されており、それに対応して、正式な政府機構がない場合、影響を受けたコミュニティ、特にアレッポとイドリブの民間人ボランティアの小グループが爆撃を受けて負傷または破壊された建造物の瓦礫の下に閉じ込められた人々を手助けするために集まった 。西欧、アメリカ、日本の政府からの寄付を含む訓練、資金提供及び支援は国際パートナーから提供され、トルコのAKUT捜索救助協会と様々なNGO、私人、公的資金調達活動、チャリティーの支援も受けた 。初期の支援と訓練は元イギリス陸軍士官のジェームズ・ル・メスリエール(James Le Mesurier)が設立したNPO「メイデイ・レスキュー(Mayday Rescue)」が提供し、組織の発展における重要な要因となった。
地方と州議会もメイデイ・レスキューとAKUT協会に参加し2013年早期に最初の訓練プログラムを作成した。 イスタンブールに拠点を置く国際契約企業ARKはAKUTによる訓練を受けるボランティアのトルコへの入国を手助けした 。初期の訓練コースにはトラウマ治療、指揮・制御、危機マネジメントが含まれる 。その後2年間で、独立した民間防衛隊の数はラエド・アル＝サレー(Raed Al Saleh)などの初期訓練の卒業生が新たなセンターを設立したことで数十に増えた。SCDの全国組織は独立チームの会合で2014年10月25日に創設された。
SCDは8県(アレッポ県、イドリブ県、ラタキア県、ハマー県、ホムス県、ダマスカス県、ダマスカス郊外県とダルアー県)に地元の民間防衛センターが100以上あり、約3000人のボランティアが活動する組織に成長した。2014年10月、これらの自己組織のチームが集まり一つの全国的な組織「シリア防衛隊」を組織することを票決した。2017年1月時点でSCDは2014年の計測開始以降8万人以上を救出したと主張している 。ホワイトヘルメット自体もシリアとロシアの空爆の標的になっている 。エコノミストによれば、SCDの約6人に1人は殺害されたか重傷を負っており、「多くが彼らが遺体を捜索している時に再び同じ場所にロシアとシリアが空爆を行う「ダブルタップ」によるものだった」 。2017年8月にはイドリブ県のサルミーンにある作戦センターで7人が明らかな暗殺により死亡した。
2016年12月14日にシリア軍がアレッポ東部を奪還したため、SCDトップのラエド・サレーはアレッポ周辺の反体制派支配地域へのSCD隊員の安全な通路を要求した 。シリア民間防衛隊はアレッポ東部でのロシア軍の戦争犯罪を訴えるために「Independent Doctors Association」、「Syrian Network for Human Rights」、「Violations Documentation Center」に参加し、「シリア・アラブ共和国に関する独立国際調査委員会」に共同で報告書を提出した。
2024年12月、反政府勢力が首都に突入してアサド政権が崩壊。ホワイト・ヘルメットは、サイドナヤ刑務所で政治犯の捜索を行った。

## 任務

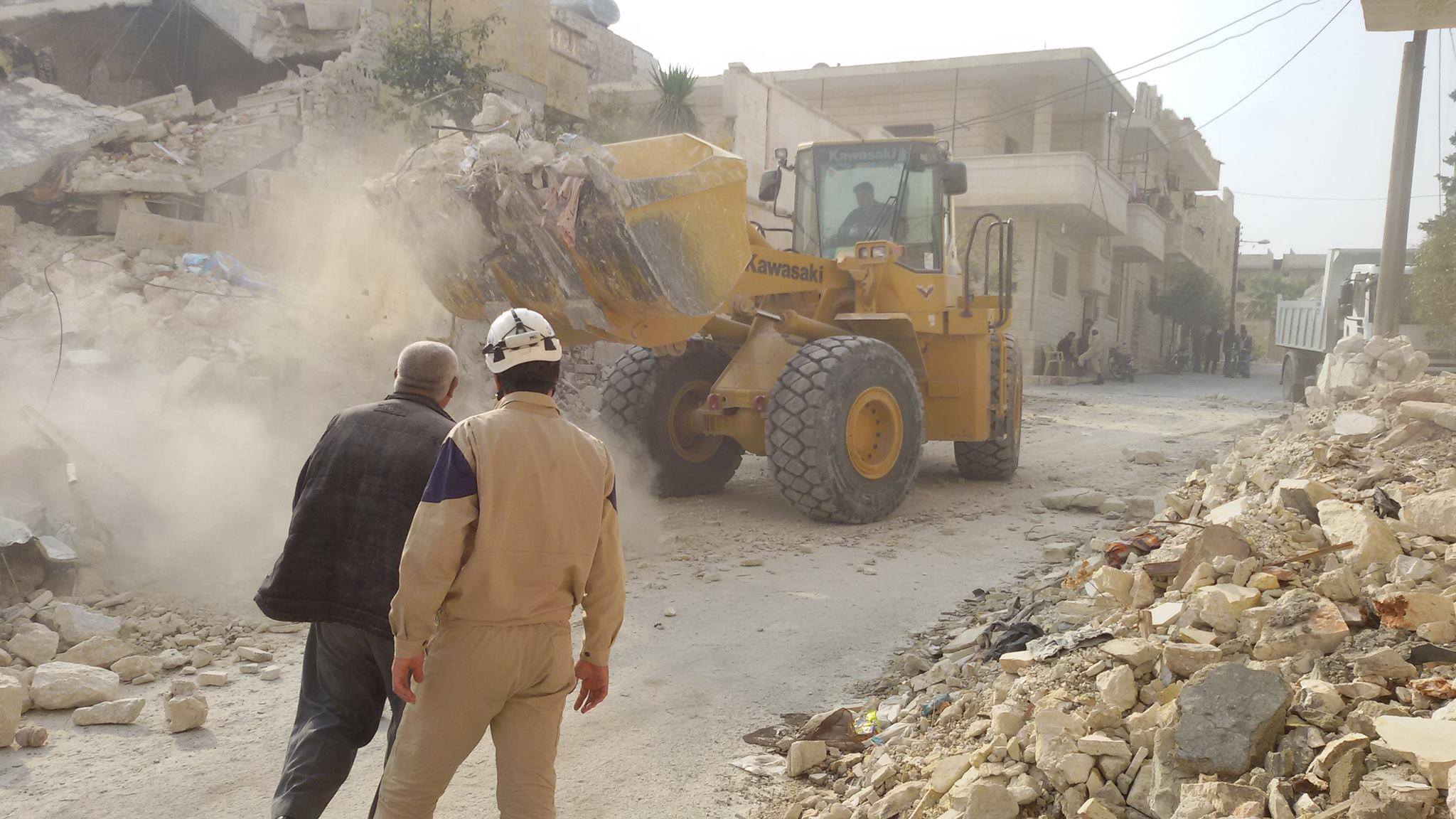
2014年11月のマアッラト・アン＝ヌウマーンでの攻撃の後、アメリカ合衆国国際開発庁が提供したホイールローダーを使って瓦礫を撤去中のSCD

SCDの使命は「できるだけ早く最大多数の命を救い人々の更なる負傷と財産の損害を最小限に抑えること」である 。彼らの仕事は国際人道法(IHL)で提示されているような15の民間防衛任務をカバーしている 。シリアでの彼らの活動の大部分は爆撃に対応した都市型捜索救助、医療救助、危険地帯からの市民の避難、必要不可欠なサービスの提供で構成されている。
SCDの最も有名な役割は、シリア空軍のヘリコプターから投下される即席爆発装置「樽爆弾」による空爆から市民を救出することである。 バッシャール・アル=アサドからの支援要請を受けて2015年9月30日にロシアがシリア内戦に介入した 。SCDの仕事の大半はロシア空軍の攻撃機による空爆に対応している。
SCDは救助サービスの提供だけでなく損壊した建造物の安全確保や電力・水道サービスの再接続などの修復作業、道路の清掃、不発弾の危険性についての子供達への教育と同様に消火活動、冬の嵐対策も請け負っている 。時々世界で最も危険な仕事と表現される こともあるSCDの任務は様々な交戦地帯の脅威によるリスクが伴う。組織の創設以降2016年後半までに159人のホワイトヘルメットが殺害された。
SCDは国際民間防衛機構(ICDO)とは提携しておらず、1972年からICDOのメンバーであるシリア民間防衛隊(Syria Civil Defence forces)とのつながりもない。しかし、シリア政府の民間防衛組織は反体制派支配地域では活動しておらず、シリアの民間人への爆撃はシリア政府軍が同地域に対して行うことが圧倒的に多いためSCDは民間防衛任務に従事している。
2015年時点では、SCDの年間予算は諸外国の寄付と公的資金調達の合計額3000万ドルである。フルタイムで勤務するボランティアは毎月150ドルの給料を受け取る。
SCDはガズィアンテプのトルコ・シリア国境に連絡オフィス とトルコに訓練センターを有している。
ホワイトヘルメットには約100人の女性がいる。

## 提携と資金調達
SCDは正式には公平な人道NGOであり、いかなる政治的または軍事的当事者との関係を持たず、必要としている人には誰にでもサービスを提供すると約束している。SCDは地元評議会や武装勢力との交渉を通じて活動区域を拡大してきたと主張している。
SCDはオランダのNGO「メイデイ・レスキュー」と緊密なパートナーシップを結んでいる。メイデイ・レスキューのシリア・プログラムマネージャーはFarouq Habib であり、彼はホワイトヘルメットの国際関係のトップとして説明されている 。2015年5月、SCDのトップのラエド・サレーとメイデイ・レスキューのトップのジェームズ・ル・メスリエールは国際連合安全保障理事会と欧州連合の外交官と会いシリア上空の飛行禁止空域の施行を主張した 。2015年9月の国際連合総会のサイドミーティングでも飛行禁止空域の施行が主張された。
ホワイトヘルメットはアメリカ合衆国、イギリスや他の西側政府から慈善資金を受け取っている 。初期の最大出資者はメイデイ・レスキューを通じて出資したイギリスの外務・英連邦省だった。2016年時点でSCDはアメリカの民間の国際開発企業「ケモニクス」を通じて部分的に資金提供を受けていると述べている。資金提供者は現在カナダ政府の「Peace and Stabilization Operations Program」や 、デンマーク政府 、ドイツ政府 、日本の国際協力機構(JICA)、オランダ外務省 、ニュージーランド外務省、アメリカ合衆国国際開発庁 (USAID) とイギリスの「Conflict, Stability and Security Fund」(CSSF)が含まれる 。USAIDは2013年から2016年3月までに少なくとも2300万ドルを寄付した 。イギリス政府は2012年から2015年11月の間に1500万ポンドの資金を提供し 、2016年10月までに3200万ポンドに増加した。SCDはまた負傷したボランティアの治療の提供と彼らの家族をサポートする「Hero Fund」への個人のオンライン寄付も受け取っている。

## 広報と認知
SCDは地域及び国際メディアのシリアの紛争報道において幅広く言及・引用または描写されている 。SCDのディレクターのラエド・アル＝サレーは民間人への爆撃に反対する率直な提唱者であり、国際連合安全保障理事会や他の国際機関で何度も演説している。
イギリス政府の530万ポンドのメディア活動家プログラムにはシリアの独立ジャーナリスト及び活動家の訓練も含まれており、その中にはツイッターとフェイスブックでの「ホワイトヘルメット」の活動報告向けの訓練も含まれていた。
SCDは2つの映画の題材になっている。 配信サービスのNetflixはドキュメンタリー映画『ホワイト・ヘルメット -シリアの民間防衛隊- 』(監督：オーランド・ヴォン・アインシーデ、プロデューサー：ジョアンナ・ナタセガラ)を2016年9月16日に公開した 。同作は第89回アカデミー賞で短編ドキュメンタリー映画賞を受賞した 。SCDトップのラエド・サレーは有効なビザを持っていたが紛争の激化によりオスカー(アカデミー賞)のセレモニーに行くことができず、映画のカメラマンを務めたハリド・ハティーブ(Khaled Khateeb)もビザの問題により出席出来なかった。AP通信はドナルド・トランプ政権下のアメリカ合衆国国土安全保障省がハティーブに関する「不名誉情報」を入手したため直前にハティーブの米国入国を禁じる措置をとったと報じた。2017年に公開された『アレッポ 最後の男』はシリア人の監督フィラス・ファイヤド(Feras Fayyad)がデンマークの映画製作者スティーン・ヨハネッセン(Steen Johannessen)及びアレッポ・メディアセンターとのコラボで制作された。本映画は2017年のサンダンス映画祭のワールド・シネマ ドキュメンタリー・コンペティション部門で審査員大賞グランプリに選ばれた。
2016年にSCDはノーベル平和賞にノミネートされ 、「第二のノーベル賞」と言われるライト・ライブリフッド賞を受賞した。
2017年にSCDはレフュジーズ・インターナショナルの「McCall-Pierpaoli Humanitarian Award」を受賞し 、SCDの女性ボランティア達はサラ・ブラウンが設立した子供達のチャリティー「Theirworld」の「Theireworld Hope award」を受賞した 。これらの賞を受け取ったSCDの女性ボランティアのManal Abazeedはフォーチュン誌の2017年の「世界の最も強い女性達(World's Most Powerful Women)」のリストに入った。
2017年にポリティコは「子供の救護者」として知られているアレッポの有名メンバーのハレド・オマー・ハラー(Khaled Omar Harrah)を「shaping, shaking and stirring Europe」リストの28人の1人とした 。彼は2016年8月のアレッポ空爆で死亡した 。ハラーは『アレッポ 最後の男』での主要な登場人物であり、死後に同作は彼へと捧げられた。
他の有名なメンバーにはイドリブで瓦礫の下から子供を救出した民間防衛隊員Mohammed Abu Kifaがいる 。2017年8月12日に明らかな暗殺により彼が25歳で死亡したのを受けてBBCラジオ4の『Last Word』でkifahの人生が賛美された。

## 論争
調査に携わるジャーナリストとアナリストによればSCDはロシア政府、シリア政府及び組織が武器を運搬し「テロリスト」グループを支援しシリア内戦に肩入れしていると非難する政府の支持者による組織的な情報戦争活動の標的になっていると主張している。ガーディアンのオリビア・ソロンは英語のロシアのテレビネットワークRTや報道機関「スプートニク」への寄稿者の主張も同様に精査されていると主張している。事実検証サイトの「スノープス」は、ホワイトヘルメットに対するこれらの非難は証明されていないと主張している 。同様に、複数のジャーナリストはSCDを非難する個人の信憑性と政府とのつながりに関して深刻な疑問があると主張している 。ニューヨーク・タイムズのLinda Qiuは、ホワイトヘルメットは「アルカイダのメンバー」というアサド大統領の主張は「根拠がない」と主張している。
2016年11月、シリアのメディア機構「Revolutionaries of Syria Media Office」はホワイトヘルメットの2人のボランティアがマネキンチャレンジ用に救出作戦を演出した様子を映した映像を公開した。SCDはボランティアの判断ミスを謝罪し、公式チャンネルに録画をシェアしていないと語った。
2017年6月、SCDのメンバーが親政府勢力の兵士の切断された遺体を埋葬する際に武装勢力を手助けしたことが発覚した後、SCDは彼を解雇した。
また、公益財団法人中東調査会の主席研究員である髙岡豊は、「彼らがイドリブ県で活動を行うには、テロ組織であるヌスラ戦線の許可、保護が必要であり、実際、ホワイトヘルメットの存在と活動はヌスラ戦線の広報で利用されている。また、イドリブ県では過去数年、イスラーム過激派諸派などが資金源として臓器売買に従事しているとの情報が取りざたされているが、人権団体であるホワイトヘルメットはこの件についてほぼ沈黙している。」「欧米諸国がEUを目指して密航を試みる多数の難民よりもホワイトヘルメットの構成員とその家族を特別扱いして優先救助しているのは、欧米諸国がホワイトヘルメットを利用してシリア紛争に介入したことが理由だとみなすことが出来る。」と主張した。また髙岡は、中立を自称するホワイトヘルメットの救助活動が、実際はヌスラ戦線が占拠する地域でヌスラ戦線に従属・迎合しつつ行われており、イスラーム国やクルド民族主義勢力の占拠地では、どのような民間人被害が生じてもホワイトヘルメットは決して現れなかった、とも主張している。